# US-Bangla Airlines
US-Bangla Airlines (bengali : ইউএস বাংলা এয়ারলাইন্স) une compagnie aérienne bangladaise privée dont le siège se situe à Dhaka et basée à l'aéroport international de Shahjalal. La compagnie aérienne est la plus grande compagnie aérienne privée du Bangladesh en termes de taille de flotte et la deuxième compagnie aérienne après la compagnie aérienne nationale Biman Bangladesh Airlines,.

## Histoire
US-Bangla Airlines a commencé ses opérations avec des vols intérieurs le 17 juillet 2014. Au départ, la compagnie aérienne a lancé deux destinations intérieures, Chittagong et Jessore depuis son hub de Dhaka.
En juillet 2016, la compagnie aérienne a annoncé son intention de mettre progressivement en service ses trois premiers Boeing 737-800 en septembre de la même année, puis de lancer de nouvelles liaisons internationales. Le 29 avril 2019, la compagnie aérienne a commencé ses vols vers Guangzhou, devenant ainsi la première compagnie aérienne bangladaise à assurer des vols vers la Chine. La compagnie aérienne a commencé des vols de Dhaka à Chennai (via Chittagong) le 31 mars 2019, devenant également la première compagnie aérienne bangladaise à assurer des vols vers le sud de l'Inde.
En février 2019, US-Bangla Airlines a annoncé une commande de quatre avions ATR 72-600 destinés aux vols intérieurs. Le 22 mars 2019, le premier avion a été livré de Toulouse à Dhaka via El Dabaa et Muscat.
En septembre 2019, US-Bangla Airlines devient la deuxième compagnie aérienne après Biman Bangladesh Airlines, au Bangladesh en termes de flotte.

## Destinations
La compagnie assure des vols intérieurs au Bangladesh ainsi que des vols internationaux.

## Flotte
La compagnie US-Bangla Airlines exploite, en novembre 2020, les appareils suivants :

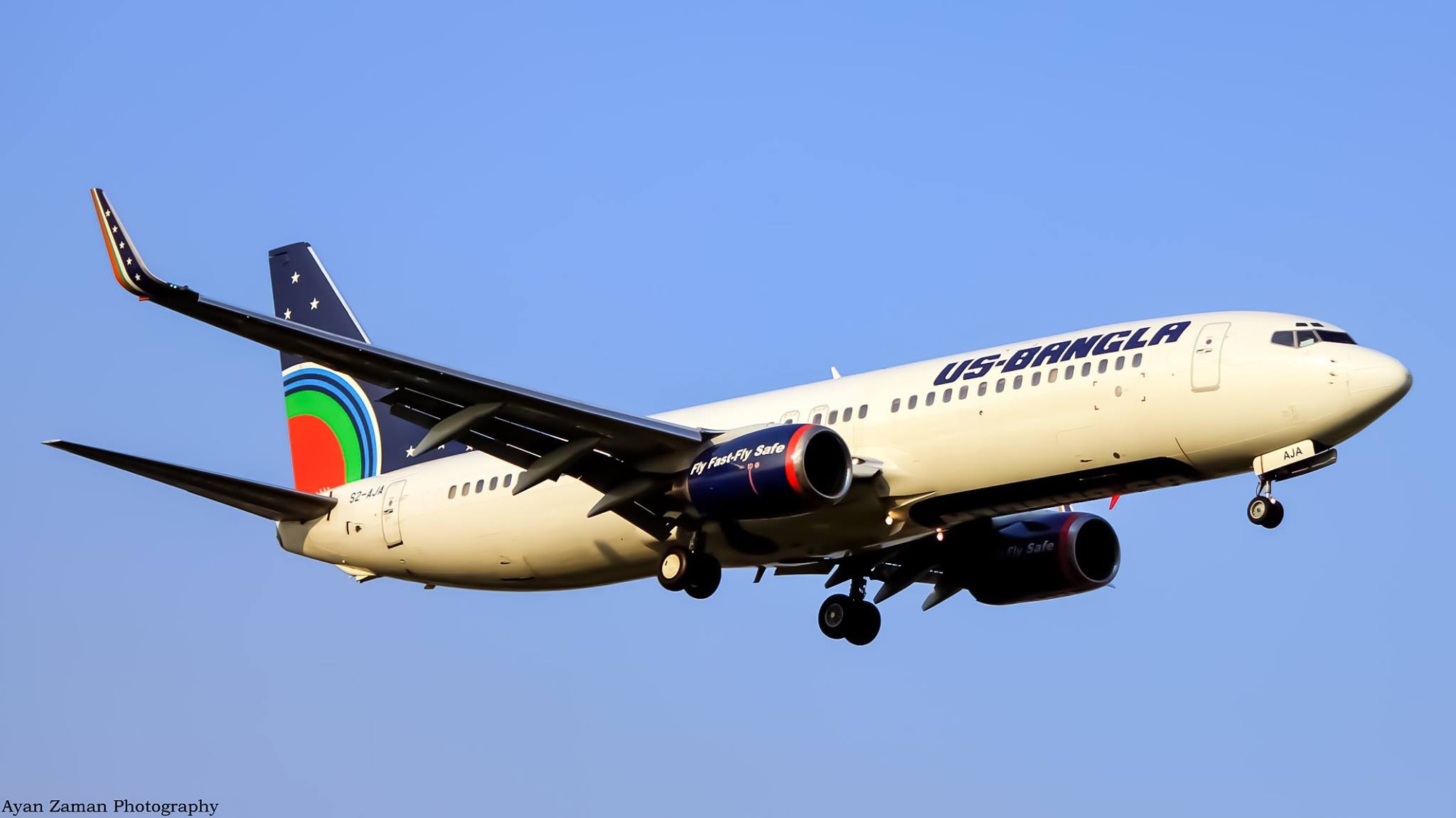
Boeing 737-800
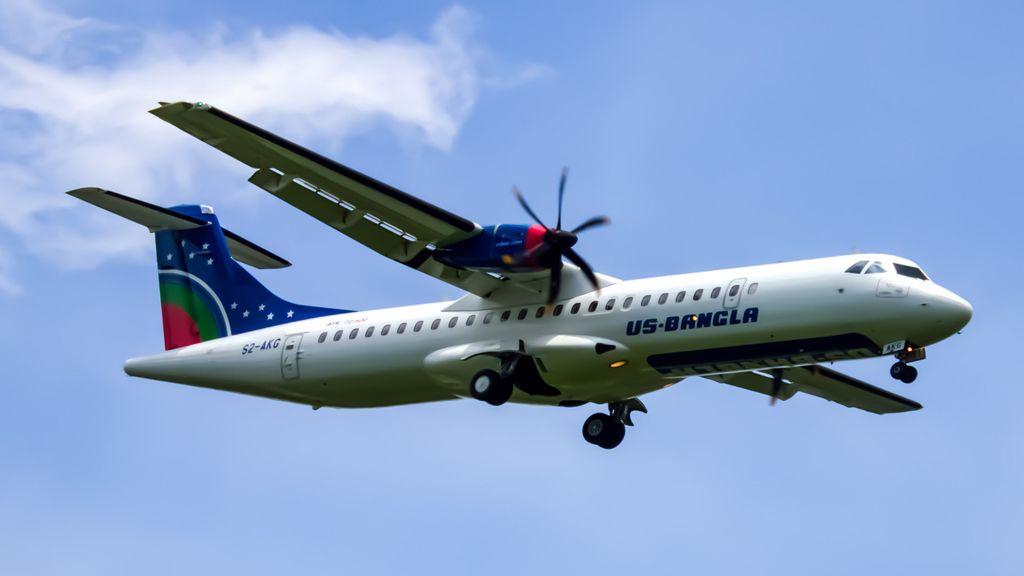
ATR 72-600
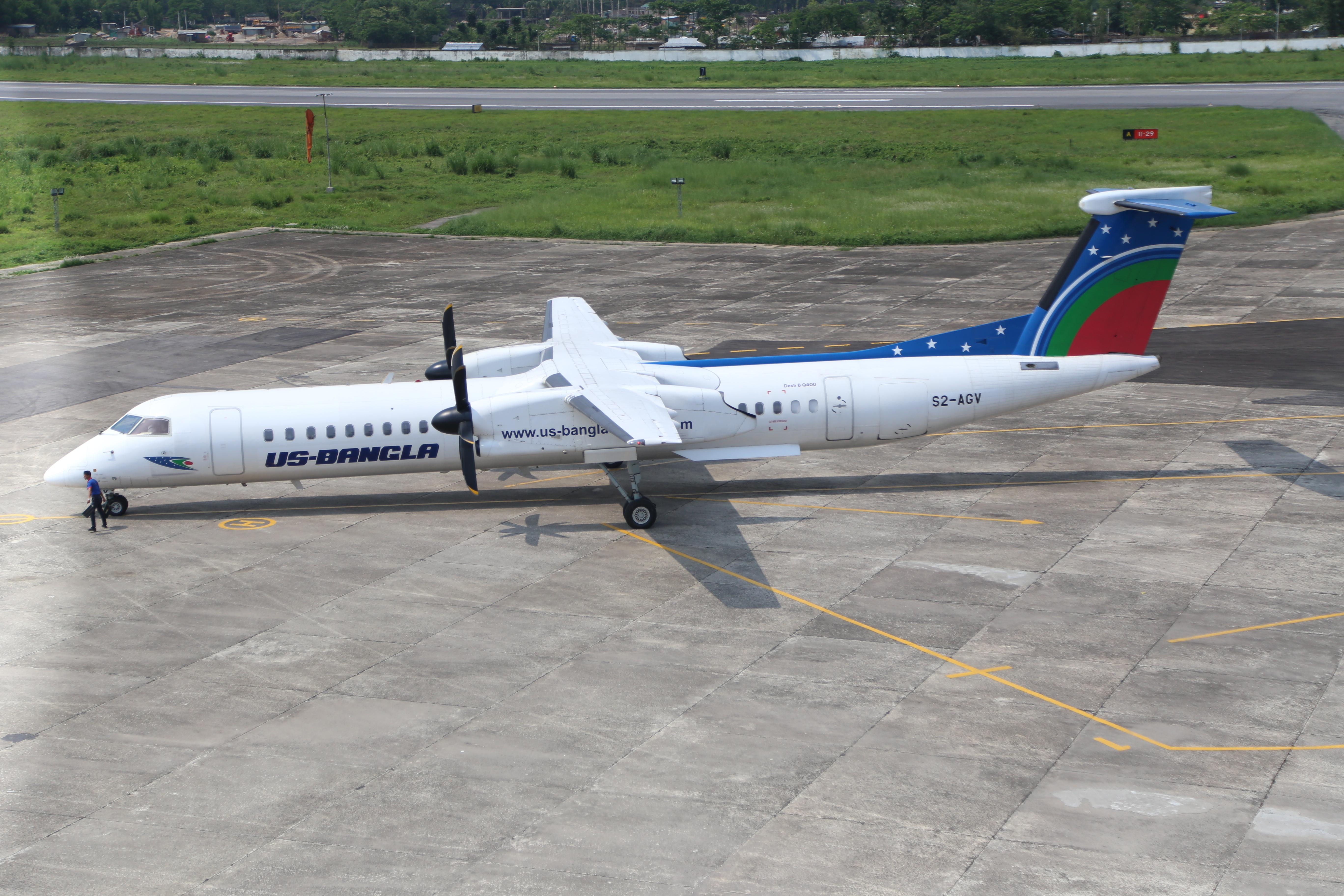
De Havilland Canada DHC-8-400 de l'US-Bangla Airlines à l'aéroport international d'Osmani, en mai 2015

## Accident aérien
En mars 2018, un avion de sa flotte s'écrase à proximité de l'aéroport de Katmandou, faisant 51 morts.

## Note et référence
1. 1 2  « US-Bangla Airlines takes to the skies », The Daily Star,‎ 17 juillet 2014 (lire en ligne, consulté le 15 août 2014)
2. ↑  « US-Bangla airlines adds its 10th aircraft », The Independent,‎ 20 octobre 2019 (lire en ligne)
3. 1 2  (bn) « ইউএস-বাংলায় যুক্ত হলো দশম এয়ারক্রাফট » [« Le dixième avion a été ajouté à US-Bangla »], Prothom Alo,‎ 20 octobre 2019 (lire en ligne)
4. ↑  « US-Bangla Airlines takes to the skies », The Daily Star,‎ 17 juillet 2014 (lire en ligne, consulté le 15 août 2014).
5. ↑  « US-Bangla to procure 4 aircraft », BSS, Dhaka,‎ 18 juillet 2016 (lire en ligne [archive du 23 juillet 2016], consulté le 17 juillet 2018)
6. ↑  (bn) « দেশের প্রথম কোনো সংস্থা হিসেবে ইউএস-বাংলা চীনে যাচ্ছে » [« US-Bangla se rend en Chine en tant que première entreprise du pays »], Prothom Alo,‎ 20 mars 2019 (lire en ligne)
7. ↑  « US-Bangla Airlines offers Dhaka-Chennai direct flight », The Daily Star,‎ 20 mars 2019 (lire en ligne)
8. ↑  « Transport aerien : nombre d'accidents et de victimes en hausse étude », 2 janvier 2019 (consulté le 17 septembre 2022).